# Hassan Sardar
Hassan Sardar (geboren am 22. Oktober 1957 in Karatschi) ist ein ehemaliger pakistanischer Hockeyspieler. Der Stürmer der pakistanischen Nationalmannschaft war Olympiasieger 1984 und Weltmeister 1982.

## Sportliche Karriere
Hassan Sardar spielte in Pakistan in der Mannschaft des pakistanischen Zolls.
Anfang 1982 fand die Weltmeisterschaft in Bombay statt. Pakistan gewann seine Vorrundengruppe vor der deutschen Mannschaft, die mit 5:3 geschlagen wurde. Nach einem 4:2-Halbfinalsieg gegen die Niederländer trafen die Mannschaften aus Pakistan und Deutschland im Finale wieder aufeinander und Pakistan gewann den Titel mit 3:1. Ende 1982 bei den Asienspielen 1982 in Neu-Delhi, bezwang Pakistan im Finale die indische Mannschaft. 
Zwei Jahre später bei den Olympischen Spielen 1984 in Los Angeles belegte Pakistan in der Vorrunde den zweiten Platz hinter der britischen Mannschaft. Mit einem 1:0-Halbfinalsieg über die Australier erreichten die Pakistaner das Finale gegen die deutsche Mannschaft. Pakistan gewann das Finale mit 2:1 nach Verlängerung. Sardar war mit zehn Treffern erfolgreichster Torschütze des olympischen Turniers.
1986 belegte Pakistan bei der Champions Trophy den dritten Platz hinter der deutschen Mannschaft und den Australiern. Hassan Sardar führte die Torschützenliste gemeinsam mit dem Deutschen Carsten Fischer und den Australiern Mark Hager und Neil Hawgood an.
2018 war Hassan Sardar Teammanager der pakistanischen Mannschaft bei den Commonwealth Games, den Asienspielen und der Weltmeisterschaft.